# Bromus chrysopogon
Bromus chrysopogon là một loài thực vật có hoa trong họ Hòa thảo. Loài này được Viv. mô tả khoa học đầu tiên năm 1824.